# Alwin Komolong
Garem Alwin Komolong (* 2. November 1995 in Lae, Papua-Neuguinea) ist ein papua-neuguineischer Fußballspieler, der auch die deutsche Staatsangehörigkeit besitzt. Der Innenverteidiger ist mehrfacher Nationalspieler Papua-Neuguineas.

## Karriere
Alwin Komolong begann mit bereits sechs Jahren mit dem Fußballspielen im australischen Brisbane. Seine Mutter ist Deutsche, daher besitzt Alwin Komolong neben der papua-neuguineischen auch die deutsche Staatsbürgerschaft. Nachdem die Familie nach Deutschland zog, spielte dort er für den VfR Eckernförde. Schon in der Jugend konnte Komolong überzeugen und so kam er 2011 in der U-17-Nationalmannschaft von Papua-Neuguinea zum Einsatz. Weitere gute Leistungen beim neuseeländischen Zweitligisten Waitakere City FC, sowie in seinem Heimatland, wo er zusammen mit seinem jüngeren Bruder Felix Komolong beim Madang FC spielte, verhalfen dem Abwehrspieler zu weiteren Einsätzen in diversen U-Nationalmannschaften seines Heimatlandes. Mit dem Besuch der Northern Kentucky University in den USA und dem Einsatz im College-Team schaffte es Komolong schließlich in die papua-neuguineische A-Nationalmannschaft.
Am 16. Juli 2017 unterzeichnete der Nationalspieler dann einen Vertrag bei den Stuttgarter Kickers. Nach zwölf Spielen für die Kickers und einer etwa fünf Monate langen Verletzungspause wurde der Kontrakt am Ende der Saison 2017/18, nach dem Abstieg in die Oberliga Baden-Württemberg, nicht verlängert. Er absolvierte daraufhin ein Probetraining beim tschechischen Zweitligisten FK Pardubice, heuerte dort jedoch nicht an.
Im Januar 2019 nahm der deutsche Drittligist SC Fortuna Köln den Verteidiger zum 22. Spieltag der Saison unter Vertrag. Mit seinem Debüt am 7. April gegen Hansa Rostock wurde Komolong zum ersten Papua-Neuguineer, der im deutschen Profifußball eingesetzt wurde. Am Ende der Saison 2018/19 verließ er den Verein. Anfang 2020 schloss er sich in seinem Heimatland, zusammen mit seinem Bruder Felix, dem Lae City FC an.
Nach einer längeren Verletzungspause wechselte er 2024 nach Australien zu Lions FC.
Alwin Komolongs Brüder Felix und Kusuga sind ebenfalls Fußball-Nationalspieler Papua-Neuguineas.